# 沼泽豹蛛
沼泽豹蛛（学名：Pardosa palustris）为狼蛛科豹蛛属的动物。分布于古北区以及中国大陆的新疆等地，常栖息于河边草丛。该物种的模式产地在欧洲。